# National League 2003
Die National League 2003 war die 35. Austragung der nationalen List-A-Cricket-Liga über 40 Over in England. Der Wettbewerb wurde zwischen dem 27. April und dem 21. September 2003 durch die 18 englischen First-Class-Countys und Schottland ausgetragen. Gewinner waren die Surrey Lions.

## Format
Die 19 Mannschaften wurden nach den Ergebnissen der letzten Saison in zwei Divisionen mit 9 bzw. 10 Mannschaften aufgeteilt. In diesen spielte jedes Team zweimal gegen jedes andere. Für einen Sieg gab es zwei Punkte, für ein Unentschieden oder No Result einen und für eine Niederlage keinen Punkt. Der erste der Division 1 ist der Gewinner der Meisterschaft, die letzten drei der Division 1 steigen ab, die ersten drei der Division 2 steigen auf.

## Resultate

### Division 1
Tabelle
| Teams           | Sp. | S  | N  | U | R | NR | Punkte | NRR100 |
| --------------- | --- | -- | -- | - | - | -- | ------ | ------ |
| Surrey          | 16  | 12 | 3  | 0 | 0 | 1  | 50     | +2.990 |
| Gloucestershire | 16  | 11 | 4  | 0 | 0 | 1  | 46     | +4.481 |
| Essex           | 16  | 8  | 7  | 1 | 0 | 0  | 34     | +3.802 |
| Warwickshire    | 16  | 8  | 8  | 0 | 0 | 0  | 32     | −0.574 |
| Glamorgan       | 16  | 8  | 8  | 0 | 0 | 0  | 32     | −0.943 |
| Kent            | 16  | 7  | 8  | 1 | 0 | 0  | 30     | +3.515 |
| Leicestershire  | 16  | 7  | 9  | 0 | 0 | 0  | 28     | −3.515 |
| Yorkshire       | 16  | 5  | 11 | 0 | 0 | 0  | 20     | −6.958 |
| Worcestershire  | 16  | 4  | 12 | 0 | 0 | 0  | 16     | −1.161 |

Sieg: 4 Punkte; Remis: 2 Punkte

### Division 2
Tabelle
| Teams            | Sp. | S  | N  | U | R | NR | Punkte | NRR100  |
| ---------------- | --- | -- | -- | - | - | -- | ------ | ------- |
| Lancashire       | 18  | 14 | 3  | 0 | 0 | 1  | 58     | +5.814  |
| Northamptonshire | 18  | 12 | 5  | 0 | 0 | 1  | 50     | +10.999 |
| Hampshire        | 18  | 11 | 7  | 0 | 0 | 0  | 44     | +4.799  |
| Middlesex        | 18  | 10 | 7  | 0 | 0 | 1  | 42     | −0.271  |
| Nottinghamshire  | 18  | 9  | 9  | 0 | 0 | 0  | 36     | −0.619  |
| Derbyshire       | 18  | 8  | 8  | 0 | 0 | 2  | 36     | −0.362  |
| Durham           | 18  | 7  | 10 | 0 | 0 | 1  | 30     | +4.241  |
| Sussex           | 18  | 6  | 12 | 0 | 0 | 0  | 24     | −8.167  |
| Somerset         | 18  | 5  | 12 | 0 | 0 | 1  | 22     | −4.120  |
| Schottland       | 18  | 4  | 13 | 0 | 0 | 1  | 18     | −14.030 |

Sieg: 4 Punkte; Remis: 2 Punkte